# Susan Stokes
Susan Coral Stokes (* 1959) ist eine US-amerikanische Politikwissenschaftlerin an der University of Chicago. Sie ist vor allem für ihre Arbeiten zur politischen Entwicklung junger Demokratien insbesondere in Lateinamerika bekannt. Jüngere Arbeiten befassen sich mit der Stabilität von Demokratien, darunter der Demokratie der Vereinigten Staaten.

## Leben
Stokes erwarb 1981 am Radcliffe College einen Bachelor (summa cum laude) in Anthropologie und 1985 an der Stanford University einen Master, ebenfalls in Anthropologie. 1988 erwarb sie bei Richard Rees Fagen (ebenfalls an der Stanford University) mit der Arbeit Confrontation and Accommodation: Political Consciousness and Behavior in Urban Lower-class Peru einen Ph.D. in Politikwissenschaften.
Nach kurzer Lehrtätigkeit als Assistant Professor an der University of Washington wechselte Stokes 1991 an die University of Chicago, wo sie bis 2000 zu einer ordentlichen Professur aufstieg. 2005 erhielt sie eine nach John S. Saden benannte Professur für Politikwissenschaften an der Yale University. Von 2009 bis 2014 hatte dort den Lehrstuhl (chair) für Politikwissenschaften inne, von 2015 bis 2018 ebendort den Lehrstuhl für Lateinamerikastudien und Iberische Studien. Seit 2018 ist Stokes wieder an der University of Chicago. Hier ist sie Tiffany and Margaret Blake Distinguished Service Professor und Direktorin des Chicago Center on Democracy.
Susan Stokes und Carles Boix sind die Herausgeber des einflussreichen Oxford Handbook of Comparative Politics. Laut Datenbank Scopus hat Stokes einen h-Index von 20.
2003 erhielt Susan Stokes ein Guggenheim-Stipendium. Seit 2008 ist sie Mitglied der American Academy of Arts and Sciences, seit 2022 der National Academy of Sciences.

## Schriften (Auswahl)
- Cultures in Conflict: Social Movements and the State in Peru, 1995
- Mandates and Democracy: Neoliberalism by Surprise in Latin America, 2001
- Democracy and the Culture of Skepticism (mit Matthew Cleary), 2006
- Brokers, Voters, and Clientelism: The Puzzle of Distributive Politics (mit Thad Dunning, Marcelo Nazareno und Valeria Brusco), 2013
- Why Bother? Rethinking Political Participation in Elections and Protests (mit Erdem Aytaç), 2018